# 贝雷济亚
贝雷济亚（法語：Béréziat，法語發音：[beʁezja]）是法国东部安省的一个市镇，属于布雷斯地区布尔格区。

## 地理
贝雷济亚（46°22'1"N, 5°2'46"E）面积10.83 平方千米，位于法国奥弗涅-罗讷-阿尔卑斯大区安省，该省份为法国东部省份，北起汝拉省，西北接索恩-卢瓦尔省，西接罗讷省和里昂大都会，南至伊泽尔省，东与萨瓦省、上萨瓦省和瑞士接壤。
与贝雷济亚接壤的市镇（或旧市镇、城区）包括：布瓦塞、马尔索纳、雷苏兹河畔圣艾蒂安、雷苏兹河畔圣让。

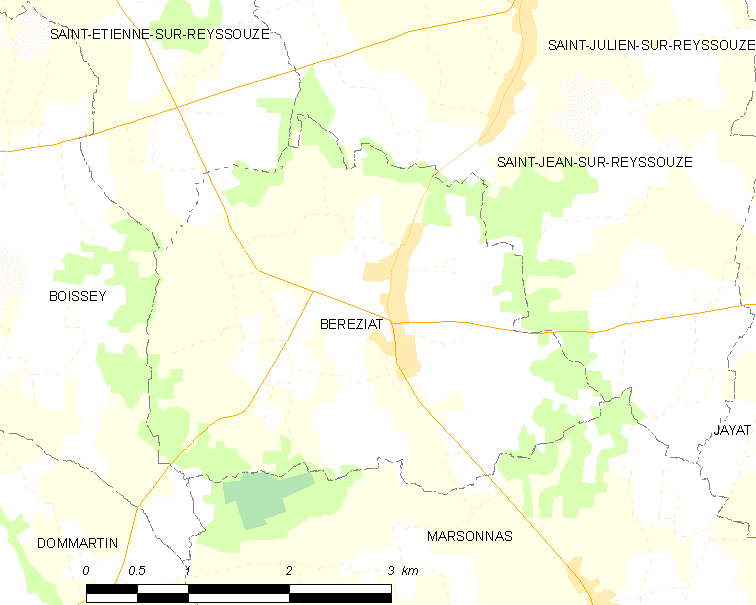
贝雷济亚的OSM定位图

贝雷济亚的时区为UTC+01:00、UTC+02:00（夏令时）。

## 行政
贝雷济亚的邮政编码为01340，INSEE市镇编码为01040。

## 政治
贝雷济亚所属的省级选区为阿蒂尼亚县。

## 人口

1962-2008年间贝雷济亚人口变化图示

贝雷济亚于2022年1月1日时的人口数量为481人。